# Yang Jing-se
Yang Jing-se (chinois traditionnel : 楊靜瑟 ; pinyin : Yáng Jìngsè) est lieutenant général de la Force aérienne de la république de Chine.
Le 23 février 2022, il succède à son prédécesseur, Luo Der-min, et est nommé directeur du Bureau du renseignement militaire. Il a servi à partir du 1er mars.

## Biographie
Yang Jing-se a été admis à l'Académie de l'armée de l'air dans ses jeunes années.
En 1996, la France a vendu 60 Mirage 2000 à Taïwan. Shen Yiming a conduit l'équipe à la base aérienne de Dijon en France. Yang Jing-se est l'un des 8 premiers pilotes taïwanais à suivre un entraînement secret. Les pilotes militaires français ont été formés jusqu'en mai 1997.
Pendant les années de l'administration de Ma Ying-jeou, le chasseur Mirage s'est écrasé lors d'un exercice d'entraînement de routine en 2013. Yang Jing-se était chargé de la maintenance en tant que directeur politique et de guerre de la 499e escadre de chasseurs tactiques de l'armée de l'air. Il a d'abord jugé qu'il s'agissait d'une défaillance du système.
En août 2020, Yang Jing-se a pris le poste de Chef d'état-major adjoint pour au renseignement (DCGS/Intelligence) du quartier général de l'état-major du ministère de la Défense nationale, et a été promu lieutenant général de l'armée de l'air en décembre.
Le 23 février 2022, le quartier général de l'état-major a annoncé que Yang Jing-se remplaçait Luo Der-min au poste de directeur du Bureau du renseignement militaire, et qu'il prenait ses fonctions le 1er mars.